# デュルンシュタイン
デュルンシュタイン(Dürnstein)は、オーストリア・ニーダーエスターライヒ州のクレムス＝ラント郡にある基礎自治体 ( ゲマインデ )。
ドナウ川沿いのヴァッハウ渓谷に隣接した場所に位置している。